# Велика Чечня
Велика Чечня — область у складі Північно-Кавказького імамату, яка займала райони, розташовані правобережжям річки Аргун до річки Аксай, та райони розселення чеченців по правому березі річки Терек, до фортеці Кизляр.

## Історія
У 1842 році територія Чечні була поділена на три наїбства: Мичиковське, Велика Чечня, і Мала Чечня. У 1844 року, після вбивства мичиковского наїба Шоїп-мулли, Шаміль, з метою посилення контролю за неспокійною Чечнею, зробив реорганізацію наїбств — розукрупнив їх (Шаміль вважав, що «зміцнення кордонів — найважливіше із завдань») і призначив на чолі найбільш відданих. Наїбства Мичиковське і Велика Чечня були поділені кожне на два, а наїбство Мала Чечня — на чотири частини. У 1845 році Велика та Мала Чечня з Мичиковським, Качкаликовським та Ічкеринським спільнотами були поділені на сім наїбств. У 1846 році утворилися ще три наїбства — Шатоєвське, Шубутоївськеі Чеберлоєвське. Надалі, залежно від перебігу військових дій, кількість наїбств скорочувалася.

## Число мешканців
За імовірними розрахунками генерала А. Нейдгардта, чисельність населення Великої Чечні становила близько 32 500 дворів від 8 до 10 осіб у кожному (290 тисяч жителів), Малої Чечні становила близько 26 000 дворів (230 000 чол). Також генерал А. Нейдгардт припускав, що населення Великої та Малої Чечні можливо більше, оскільки точного підрахунку провести не було можливим у зв'язку з активними військовими діями цих областей проти Російської імперії, що природно закривало шлях у просування в глиб Чеченської країни для її вивчення.

## Керівники
- Джаватхан Даргоєвський (1840–1842)
- Іса Гендаргеноєвський (1842–1843)
- Суаїб-Мулла Ерсеноєвський (1843–1845)
- Талхіг Шалінський (1845–1859)